# Stadio Diego Armando Maradona
Stadio Diego Armando Maradona (denumit Stadio San Paolo până în 2020) este un stadion multi-sport din Napoli, Italia, fiind al treilea ca mărime după San Siro și Stadio Olimpico. În prezent este folosit îndeosebi pentru meciurile de fotbal, fiind locul de desfășurare a meciurilor de acasă a echipei S.S.C. Napoli. Stadionul a fost construit în 1959, dar a intrat în renovări capitale în 1989 pentru Campionatul Mondial de Fotbal 1990. Capacitatea actuală a stadionului este de 60.240 de locuri.
Stadionul este cel mai probabil faimos pentru jucarea semifinalei de la campionatul mondial din 1990 dintre Italia și Argentina. A fost considerat ca fiind cel mai curios meci de la acel campionat mondial, Diego Maradona cerându-le suporterilor lui Napoli să încurajeze Argentina. Tifosii lui Napoli i-au răspuns printr-un banner pus la peluză pe care scria: „Maradona, Napoli te iubește, dar Italia este patria noastră”. A fost emoționant pentru Maradona, stadionul din Napoli fiind singurul loc unde imnul național al Argentinei nu a fost huiduit.

## Ultimii ani
Chiar și cu Napoli în Serie C în timpul sezonului 2005-2006, au atins a treia cea mai bună prezență din Italia, fiind întrecuți doar de cluburile din Serie A, A.C. Milan și Inter Milan. Ultimul meci al lui Napoli din acel sezon a adus la stadion 51.000 de fani, care a rămas și acum un record în Serie C.

## Redenumire
După moartea lui Diego Maradona la sfârșitul lunii noiembrie 2020, primarul orașului Napoli, Luigi De Magistris, a anunțat că stadionul urmează să fie redenumit din Stadio San Paolo în Stadio Diego Armando Maradona, situație care s-a oficializat la 4 decembrie 2020. 